# Asociación de los alumnos de la École nationale de l'aviation civile
ENAC Alumni (también conocido como INGENAC) es una organización sin ánimo de lucro, asociación de alumnos fundada en 1987 y registrada en Toulouse. Fue fundada por Robert Aladenyse.
La misión principal de la asociación es desarrollar la imagen de marca de la École nationale de l'aviation civile (también conocida como la Universidad de Aviación Civil Francesa), la primera Escuela Europea de posgrado en los ámbitos de la aeronáutica y la aviación. En 2017, representa a casi 22.000 personas, lo que hace que la asociación sea la mayor en Francia para los estudios aeronáuticos.

## Historia
Cuando se creó la École nationale de l'aviation civile en 1949, primero se capacitó a funcionarios de la Direction générale de l'Aviation civile. A comienzos de los años setenta, la universidad comienza a capacitar a no funcionarios para la industria aeroespacial. El número de estudiantes civiles crece en la década de 1980 y luego una asociación de alumnos se convirtió en una obviedad. Robert Aladenyse (1931-2003, graduado en 1964) decidió en 1987 crear una organización sin ánimo de lucro para el Diplôme d'ingénieur alumnus llamado INGENAC. En los años 2000, el desarrollo en Francia de los cursos de Maestría y Mastère Spécialisé animó a la asociación a acoger y representar a estos nuevos alumnos.
El 1 de enero de 2010, ENAC se fusionó con el SEFA para convertirse en la mayor universidad aeronáutica de Europa. Es por eso que INGENAC decidió cambiar su nombre para convertirse en ENAC Alumni y reunir a graduados de todos los grados de la École nationale de l'aviation civile. Se convierte en efectivo en marzo de 2012. 
ENAC Alumni es miembro de la Conférence des grandes écoles.

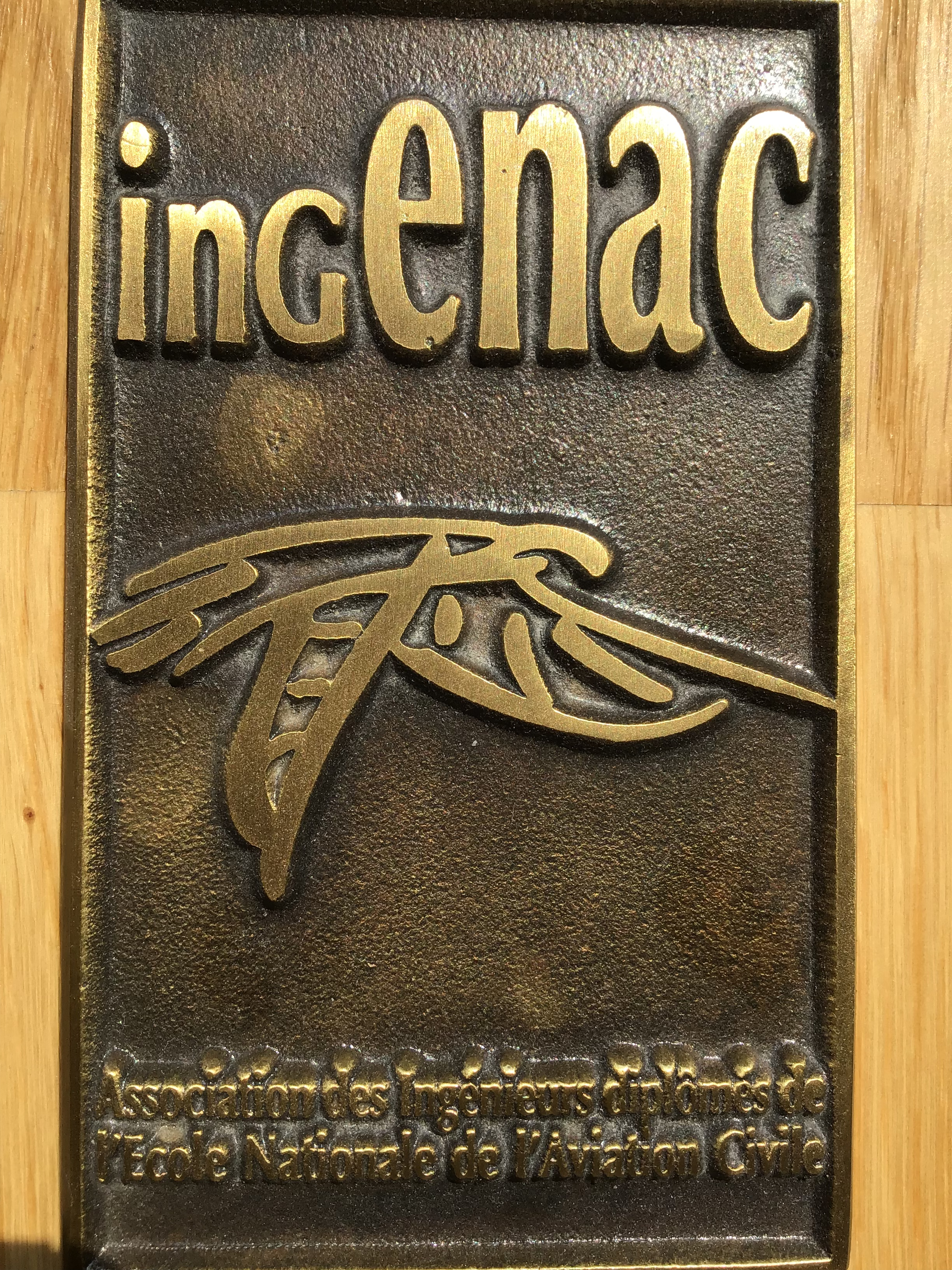
Prix INGENAC

## Fogonadura
- Aigle Azur
- Airbus